# Skoki do wody na Letnich Igrzyskach Olimpijskich 1952
Wyniki zawodów w skokach do wody, które zostały rozegrane podczas Letnich Igrzysk Olimpijskich 1952 w Helsinkach. Rywalizacja trwała w dniach 27 lipca – 2 sierpnia. Wzięło w niej udział 76 skoczków, w tym 25 kobiet i 51 mężczyzn z 22 krajów. 

## Mężczyźni
| Konkurencja      |                 |                 |                |
| ---------------- | --------------- | --------------- | -------------- |
| Trampolina – 3 m | Skippy Browning | Miller Anderson | Bob Clotworthy |
| Wieża - 10 m     | Sammy Lee       | Joaquín Capilla | Gunther Haase  |

## Kobiety
| Konkurencja      |               |                       |                      |
| ---------------- | ------------- | --------------------- | -------------------- |
| Trampolina – 3 m | Pat McCormick | Mady Moreau           | Zoe Ann Olsen-Jensen |
| Wieża – 10 m     | Pat McCormick | Paula Jean Myers-Pope | Juno Stover-Irwin    |

## Klasyfikacja medalowa
| Klasyfikacja medalowa |                   |   |   |   |       |
| Miejsce               | Państwo           |   |   |   | Razem |
| 1.                    | Stany Zjednoczone | 4 | 2 | 3 | 9     |
| 2.                    | Francja           | 0 | 1 | 0 | 1     |
| 2.                    | Meksyk            | 0 | 1 | 0 | 1     |
| 4.                    | Niemcy            | 0 | 0 | 1 | 1     |